# グレート・イースタン鉄道C53形蒸気機関車
グレート・イースタン鉄道C53形（GER Class C53）は、ジェームス・ホールデンが設計した0-6-0T型式の蒸気路面機関車。グレート・イースタン鉄道（GER）のために設計されたが、合併でロンドン・アンド・ノース・イースタン鉄道（LNER）に渡り、J70形となった。

## 歴史
3フィート1インチ (0.940 m)の動輪の外側に12インチ×15インチ (305 mm×381 mm)のシリンダーを備え、周りは全て幅木で囲まれていた。グレート・イースタン鉄道初のワルシャート式弁装置使用車であるウィスベッチ・アンド・アップウェル路面鉄道やグレート・ヤーマス港、イプスウィッチで1930年代から1950年代まで使用された。よく似た外観を持つ初期型のG15形に取って替わられた。
| 製造年 | 発注 | 製造所               | 両数 | GER番号       | LNER番号         | LNER 1944年改番後番号 | 備考 |
| ------ | ---- | -------------------- | ---- | ------------- | ---------------- | --------------------- | ---- |
| 1903   | C53  | ストラトフォード工場 | 2    | 135、136      | 7135、7136       | 8216、8217            |      |
| 1908   | C64  | ストラトフォード工場 | 3    | 137、138、139 | 7137、7138、7139 | 8218、ー、8219        |      |
| 1910   | I67  | ストラトフォード工場 | 1    | 130           | 7130             | 8220                  |      |
| 1914   | P75  | ストラトフォード工場 | 3    | 127、128、131 | 7127、7128、7131 | 8221、8222、8223      |      |
| 1921   | D85  | ストラトフォード工場 | 3    | 125、126、129 | 7125、7126、7129 | 8224、8225、8226      |      |

最初の廃車は1942年である。残りは1944年に8216–8226へと番号が再度割り振られた。1948年の国有化で残っていた11台がイギリス国鉄に渡り、番号に60000が加えられた。1949年に廃車が再開され、最初は少数、その後急速に廃車が進み、1955年に最後の1台が廃車となった。
| 引退年 | 初年度稼働両数 | 引退数 | 番号                       |
| ------ | -------------- | ------ | -------------------------- |
| 1942   | 12             | 1      | 7138                       |
| 1949   | 11             | 1      | 68218                      |
| 1951   | 10             | 1      | 68221                      |
| 1952   | 9              | 1      | 68224                      |
| 1953   | 8              | 4      | 68216, 68217, 68219, 68220 |
| 1955   | 4              | 4      | 68222, 68223, 68225, 68226 |

## フィクション

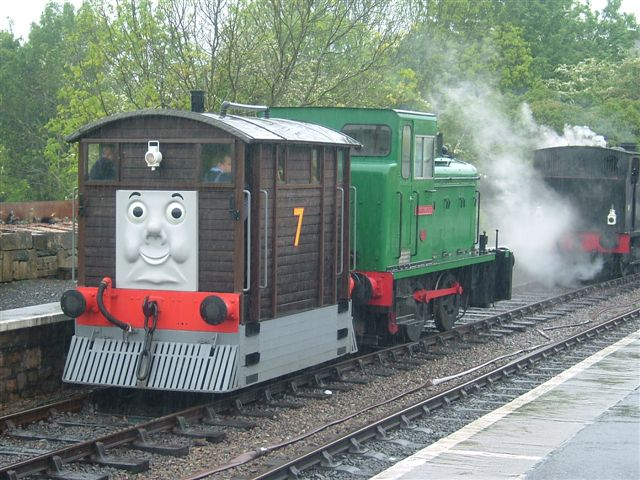
エイボン・バレー鉄道のトビーのレプリカ

ウィルバート・オードリーの児童書汽車のえほんときかんしゃトーマスシリーズに登場するトビーのモデルとなった。